# Красноармейская улица (Салават)
Красноарме́йская у́лица — улица в городе Салавате. Расположена в 116  квартале, в западной части города.

## История
Застройка улицы началась в 1950 году. Улица застроена частными 1—2 этажными частными домами. В левой части улицы – шоссе.

## Трасса
Красноармейская улица начинается от улицы 21 съезда КПСС и заканчивается в поле. 

## Транспорт
По Красноармейской улице общественный транспорт не ходит. 